# Pio Soares Canedo
Pio Soares Canedo (Muriaé, 21 de agosto de 1909 - 21 de agosto de 1999) foi um político brasileiro do estado de Minas Gerais.
Foi vereador e prefeito de sua cidade natal.
Foi deputado estadual em Minas Gerais, durante o período de 1955 a 1967 (3ª à 5ª legislatura) pelo PSD. Atuou como presidente da Assembléia Legislativa em 1962. No período de 1966 a 1970 foi vice-governador do estado de Minas Gerais, no governo de Israel Pinheiro.
Foi diretor jurídico e assessor especial da Fundação João Pinheiro, vice-presidente do Banco do Estado de Minas Gerais e presidente do Conselho Nacional de Política Penitenciária.